# Kommen Rührgeräte in den Himmel?
Kommen Rührgeräte in den Himmel? ist ein deutscher Dokumentarfilm aus dem Jahre 2016. 

## Handlung
Die Designstudentin Carmen stößt durch Zufall auf ein altes Rührgerät namens RG28, das im ehemaligen Kombinat VEB Elektrogerätewerk Suhl in Thüringen hergestellt wurde. Sie ist fasziniert von dem Gerät, das nach über 40 Jahren immer noch einwandfrei funktioniert. Sie begibt sich auch die Suche nach den Menschen, die dieses Gerät in der damaligen DDR herstellten. Sie redet mit Ingenieuren, Journalisten, Theologen, Psychologen, Archäologen, Recyclinghof-Betreibern und anderen Menschen über unsere heutige Wegwerfgesellschaft, geplante Obsoleszenz und wie sich die Beziehung zu unseren Alltagsgegenständen im Laufe der Zeit geändert hat. Die ständige Frage, die der Film als roten Faden benutzt, lautet: „Warum verwehren wir unseren Alltagsgegenständen das, wonach wir uns selbst so sehr sehnen: ewiges Leben?“

## Kritik
Jens Mayer schreibt auf Indiekino:
„Günzlers komische und poetische Betrachtung des komplexen Themas Nachhaltigkeit schafft es, die Fragen einleuchtend herunterzubrechen – auf die Gestalt eines handlichen, orange-leuchtenden Rührgeräts.“
„‚Kommen Rührgeräte in den Himmel‘ ist eine aufwendig recherchierte, charmante Doku mit vielen unterschiedlichen Sichtweisen und Erklärungsversuchen. Im Zentrum stehen Aspekte von gesellschaftlicher Bedeutung, die jeden betreffen.“ – programmkino.de
Der Tagesspiegel berichtete: „‚We Feed the World‘, mahnte vor Jahren der österreichische Regisseur Erwin Wagenhofer mit seinem aufrüttelnden Filmessay. Göhler und Günzler meinen es nicht minder ernst, wenn sie die Apokalypse in Gestalt einer gigantischen Müllverbrennungsanlage ins Auge fassen.“

## Veröffentlichung
Der Film feierte am 25. September 2016 seine Premiere in Suhl. Ab dem 29. September lief er deutschlandweit in den Kinos. Auf DVD und Blu-ray ist der Film seit dem 31. März 2017 erhältlich.